# Congregazione di San Pietro in Vincoli
La Congregazione di San Pietro in Vincoli (in latino Congregatio a Sancto Petro in Vinculis, in spagnolo Congregación de San Pedro ad-Vincula) è un istituto religioso maschile di diritto pontificio: i membri di questa congregazione clericale pospongono al loro nome la sigla S.P. ad V.

## Storia

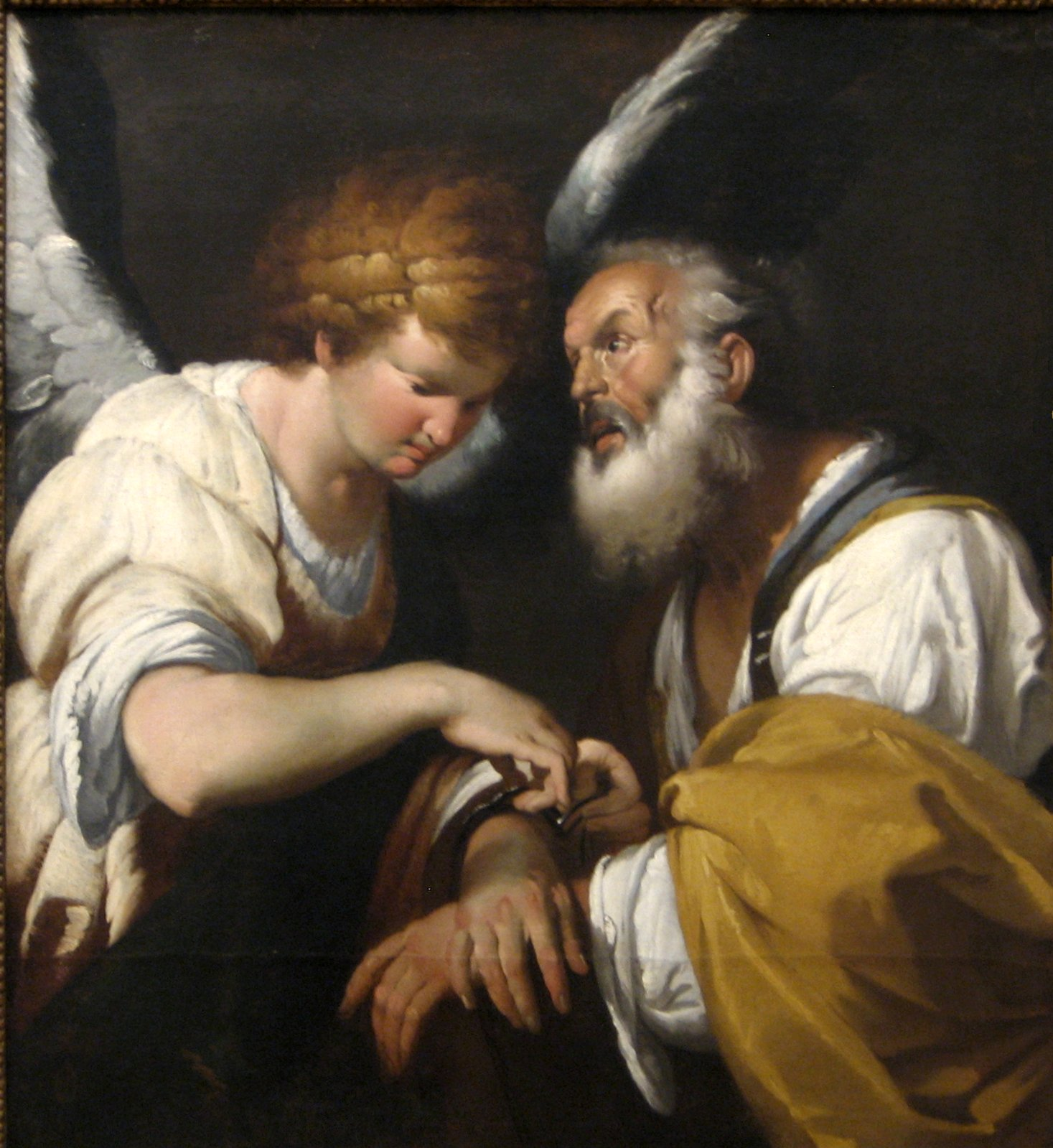
San Pietro liberato da un angelo: opera di Bernardo Strozzi

La congregazione venne fondata a Marsiglia dal sacerdote Charles-Marie-Joseph Fissiaux (1806-1867). All'epoca in Francia la legislazione penale prevedeva che i giovani venissero internati insieme agli adulti, mentre Fissiaux promosse la realizzazione di istituti riservati al trattamento e alla prevenzione della delinquenza minorile: per gestire tali centri, il sacerdote istituì a una nuova congregazione religiosa, che ebbe ufficialmente inizio il 1º agosto 1839 (giorno della festa di San Pietro in Vincoli, nel quale la viene celebrata la miracolosa liberazione di san Pietro dal carcere mamertino) con l'approvazione dell'arcivescovo di Marsiglia.
Nel 1870 lo stato francese tolse ai religiosi la gestione dei riformatori e i padri della congregazione, per proseguire la loro missione, si trasferirono in Spagna e Italia. La Congregazione di San Pietro in Vincoli ricevette il pontificio decreto di lode il 27 settembre 1853 e le sue costituzioni, basate sulla regola di Sant'Agostino, vennero approvate dalla Santa Sede nel 1933.

## Attività e diffusione
I membri della congregazione si dedicano alla rieducazione morale e alla promozione del reinserimento sociale dei giovani "traviati".
Sono presenti in Spagna, Francia, Brasile e Argentina; la sede generalizia è a Barcellona.
Al 31 dicembre 2005, la congregazione contava 11 case e 39 religiosi, 20 dei quali sacerdoti.